# Jean-Pierre Poujade
Pour les articles homonymes, voir Poujade.
Jean-Pierre Poujade est un calligraphe français, né le 29 mars 1818 à Lavaur (Tarn), et, mort le 19 octobre 1869 dans le 13e arrondissement de Paris.

## Biographie
Né à Lavaur en 1818, Poujade fut un élève de Toussaint Médan, qui enseignait à Toulouse. Il s'intéressa aussi à la paléographie. Poujade enseigna d'abord au collège de Seissan dans le Gers, puis à l'armée, et devint enfin secrétaire calligraphe de Louis-Philippe Ier, en digne successeur de son père François, qui avait tenu le même emploi pour Napoléon Ier.
Comme Auguste-Guillaume Taupier, il collectionna les exemples manuscrits de nombreux maîtres écrivains, et une partie de sa collection alla plus tard grossir celle de Taupier.
Un court témoignage extrait de Ernest Tisserand, Un cabinet de portraits (Paris : NRF, 1914) :
Et le bureau ! le Ministère ! les chefs ! les collègues ! les huissiers ! les portes ! Les portes. Il ne t'étonne pas, ô Mort, qu'un rond-de-cuir s'abandonne aux marottes de ses supérieurs et satisfasse leurs lubies, car ils ont des lubies frénétiques, des envies de rois nègres, — tel ce jeune directeur qui, cinq ans avant que je prisse ma retraite, m'astreignit à changer mon écriture et m'envoya chez Poujade apprendre la petite ronde.

## Œuvres
- Poujade a composé un ouvrage sur l'histoire de la calligraphie, un manuscrit de dix volumes in-folio, peut-être inachevé, cité par Advielle et qui n'est pas localisé. Cet ouvrage figurait dans la collection Taupier.
- Types variés de lettres majeures. Manuscrit, 8° oblong.
- Ecritures du IVe au XVIe siècle. Manuscrit.
- Dictionnaire raisonné des termes d'écritures et de vérifications d'écritures. Manuscrit autographe inédit, in-folio, 1867.
- Choix artistique de modèles manuscrits des grands maitres calligraphes français anciens et modernes. (France, 17e-19e siècles). Chicago NL : Wing MS +ZW 11 .708
- Deux copie de pages originales de [[Louis Barbedor]], reproduites dans Mediavilla 1993 p. 228 et 230.
- Six reproductions de ses écritures, reproduites dans Mediavilla 1993 p. 231, 234, 244 et 245.

Il n'a pas laissé d'ouvrage imprimé.